# Tipula triscopula
Tipula triscopula är en tvåvingeart som beskrevs av Alexander 1970. Tipula triscopula ingår i släktet Tipula och familjen storharkrankar. Inga underarter finns listade i Catalogue of Life.